# Roque Santeiro (1975)
A Fabulosa Estória de Roque Santeiro e de Sua Fogosa Viúva, a Que Era Sem Nunca Ter Sido, título reduzido para Roque Santeiro, foi uma telenovela brasileira que chegou a ser produzida pela Rede Globo em 27 de agosto de 1975, substituindo Escalada, mas que não chegou a ser exibida por determinação da censura no Brasil durante a ditadura militar.
Escrita por Dias Gomes com base em uma peça teatral de sua autoria de dez anos antes e que também havia sido censurada e proibida, O Berço do Herói; foi dirigida por Daniel Filho.

## Sinopse
A novela gira em torno de Asa Branca, cidade fictícia localizada no Nordeste brasileiro e que vive em torno do mito "Roque Santeiro", um jovem escultor de imagens sacras que morre numa batalha contra os cangaceiros liderados por "Trovoada", que invadiram a cidade. Roque, após a batalha, vira um herói e algumas pessoas buscavam até sua canonização. A fama do mito se expande e a cidade cresce com o turismo, cujo foco é mesmo o mito "Roque Santeiro". Só que, para desespero dos poderosos da cidade - "Sinhozinho Malta", o fazendeiro mais poderoso do lugar, "Florindo Abelha", o prefeito, "Zé das Medalhas", que ficou rico vendendo medalhas de Roque Santeiro e "padre Honório", o pároco local -, Roque estava vivo, não havia morrido em nenhuma batalha e o pior, estava voltando para a cidade, o que poria em risco todo o comércio e turismo gerado pelo mito falso.
"Mocinha", filha de "Florindo Abelha" e "Pombinha", e namorada de Roque antes da invasão de "Trovoada", decide permanecer virgem após o desaparecimento de Roque, e fica conhecida como 'viúva virgem'. Já "Porcina", amante de "Sinhozinho Malta", é apresentada na cidade como viúva de Roque, embora ele nunca tivesse sido casado."Mocinha" tem raiva de "Porcina" por ter supostamente se casado com Roque sem que ela sequer tomasse conhecimento.
Enquanto isso, o professor "Astromar", o erudito da cidade, apaixonado por "Mocinha", é tido por todos como sendo o Lobisomem. O "beato Salu", pai de "Roque Santeiro", anuncia a todos que 'mais fortes são os poderes de Deus'. E "Matilde" causa escândalo nos conservadores da cidade com sua boate Copacabana.

## Censura
Em 1975, a Globo resolveu produzir Roque Santeiro e enviou os capítulos para serem analisados pelos censores. Estes liberaram a telenovela para o horário das 20:00 e então a estreia foi marcada inicialmente para o dia 25 de agosto, substituindo Escalada. Com novas análises de capítulos, a estreia foi adiada para o dia 27 de agosto de 1975. Já haviam mais de 30 capítulos gravados e chamadas anunciando a estreia.
Porém, no dia da estreia, a Rede Globo recebeu ofício do Departamento de Ordem Política e Social (DOPS), do governo federal, censurando a novela. O motivo da censura foi uma escuta telefônica do governo, onde foi gravada uma conversa de Dias Gomes em que ele afirmava que Roque Santeiro era apenas uma forma de enganar os militares, adaptando O Berço do Herói para a televisão, com ligeiras modificações que fariam com que os militares não percebessem que se tratava da mesma obra. No mesmo dia, durante o Jornal Nacional, Cid Moreira anunciou que a tão esperada estreia de Roque Santeiro, marcada para aquele dia não aconteceria.
Nos bastidores da emissora havia grande alvoroço para tentar encontrar alguma coisa para substituir Escalada. Cogitou-se inclusive trocar de horário todas as novelas que estavam no ar e colocar alguma série inédita em algum desses horários. A emissora então colocou no ar uma reprise da novela Selva de Pedra, de Janete Clair, enquanto outra era escrita - Pecado Capital -, da mesma autora.
Após a censura, Roberto Marinho foi pessoalmente conversar com o ministro da Justiça Armando Falcão para discutir sobre a liberação da novela. De nada adiantou, pois o governo já estava decidido a manter a novela censurada. Segundo o deputado Cantídio Sampaio, na época líder do ARENA, os responsáveis pela novela não deveriam estar surpreendidos pela decisão do governo, já que tinham sido advertidos várias vezes sobre o conteúdo que se pretendia exibir na novela. Alguns atores também foram até Brasília para protestar contra o ocorrido.
Dez anos depois, já no governo civil de José Sarney, a novela foi finalmente liberada e pôde ser exibida. Foi feita uma nova gravação de capítulos, com um novo elenco e alguns com os mesmos personagens dessa primeira versão.

## Elenco
| Intérprete           | Personagem                   | Intérprete na versão final (1985)  |
| -------------------- | ---------------------------- | ---------------------------------- |
| Francisco Cuoco      | Roque Santeiro               | José Wilker                        |
| Betty Faria          | Viúva Porcina                | Regina Duarte                      |
| Lima Duarte          | Sinhozinho Malta             | Lima Duarte                        |
| Rosamaria Murtinho   | Matilde                      | Yoná Magalhães                     |
| Lutero Luiz          | Florindo Abelha              | Ary Fontoura                       |
| Eva Todor            | Dona Pombinha                | Eloísa Mafalda                     |
| Theresa Amayo        | Mocinha Abelha               | Lucinha Lins                       |
| Milton Gonçalves     | Padre Honório                | Paulo Gracindo como Padre Hipólito |
| Emiliano Queiroz     | Zé das Medalhas              | Armando Bógus                      |
| Débora Duarte        | Lugolina (Lulu)              | Cássia Kis                         |
| Elizângela           | Tânia                        | Lídia Brondi                       |
| André Valli          | Gerson do Valle              | Ewerton de Castro                  |
| Waldir Maya          | Professor Astromar Junqueira | Rui Resende                        |
| Dennis Carvalho      | Roberto Mathias              | Fábio Jr.                          |
| Dary Reis            | Delegado Feijó               | Maurício do Valle                  |
| Elza Gomes           | Dona Marcelina               | Wanda Kosmo                        |
| Lady Francisco       | Rosaly                       | Ísis de Oliveira                   |
| Leina Krespi         | Ninon                        | Cláudia Raia                       |
| Germano Filho        | Beato Salu                   | Nelson Dantas                      |
| Cidinha Milan        | João Ligeiro                 | Maurício Mattar                    |
| Ilva Niño            | Mina                         | Ilva Niño                          |
| Ivan de Almeida      | Rodésio                      | Tony Tornado                       |
| João Carlos Barroso  | Toninho Jiló                 | João Carlos Barroso                |
| Catulo de Paula      | Cego Jeremias                | Arnaud Rodrigues                   |
| Luiz Armando Queiroz | Tito Moreira França          | Luiz Armando Queiroz               |
| Sandra Barsotti      | Linda Bastos                 | Patrícia Pillar                    |
| Maria Cristina Nunes | Selma Sotero                 | Ângela Figueiredo                  |
| Malu Rocha           | Dondinha                     | Cristina Galvão                    |
| Valter Santos        | Luisão                       | Alexandre Frota                    |
| Rafael de Carvalho   | Trovoada                     | Oswaldo Loureiro como Navalhada    |
| Haydée Fernandes     | Ciana                        | Lícia Magna                        |
| José Marinho         |                              |                                    |
| Georgiana de Moraes  |                              |                                    |
| Hélio Fernando       |                              |                                    |
| Roberto Azevedo      |                              |                                    |
| Gilson Moura         |                              |                                    |
| Eugênio Santos       |                              |                                    |
| Élcio Romar          |                              |                                    |
| Vera A. Corrêa       |                              |                                    |
| Ruth Marques         |                              |                                    |

## Trilha sonora
- A Fabulosa Estória de Roque Santeiro e sua Viúva - Nelson Motta e Guto Graça Mello
- Bananeira - João Donato e Gilberto Gil
- Barriga Fora do Grupo - Grupo Veludo
- Cidade Aberta - Dori Caymmi
- Começo de Festa - Gonzaguinha
- Lá e Cá - Dominguinhos
- Noite Cheia - Roberto Carlos e Erasmo Carlos
- Noite Vazia - Nelson Motta e Piri
- Saborearei - Luli e Lucinha
- Trovoada - Sérgio Ricardo
- Um por Todos - João Bosco e Aldir Blanc
- Roque Santeiro - Djavan